# Sofía Macher
Sofía Macher Batanero es una escritora, socióloga e investigadora peruana y ex secretaria ejecutiva de la ONG Coordinadora Nacional de Derechos Humanas (CNDDHH). Fue miembro de la Comisión de la Verdad y Reconciliación.

## Biografía
Estudió sociología en la Universidad Nacional Mayor de San Marcos. Fue parte de FOVIDA y del colectivo Manuela Ramos. Fue parte de la Coordinadora Nacional de Derechos Humanos (CNDDHH) como secretaria ejecutiva y vocera entre los años 1997 y 2001. En el año 1998, denunció amenazas de muerte tras la publicación de un comunicado de prensa de la CNDDHH que respaldaba una moción ante el congreso para un referéndum nacional sobre si permitir a Alberto Fujimori como candidato para un tercer mandato.
Antes de la caída del régimen fujimorista, la ONG Archivo de Seguridad Nacional (NSA) entró en contacto con Macher para la desclasificación de archivos de EEUU y recopilar una lista de hechos claves. En el año 2000, fue parte del grupo de trabajo que propuso la creación de la Comisión de la Verdad como representante de las ONGs. Entre los años 2001 y 2003, fue comisionada de la Comisión de la Verdad y Reconciliación, siendo responsable de las audiencias públicas; además fue miembro del Comité de Víctimas y Testigos y de la Unidad de Investigaciones Especiales enfocada en casos judicializables. Entre los años 2003 y el 2008, fue parte del Instituto de Defensa Legal (IDL) como responsable del área de gobernabilidad y derechos humanos. En el año 2006, fue designada como presidenta del Consejo de Reparaciones a las víctimas del terrorismo. Entre los años 2009 y el 2011, trabajó para el gobierno de las Islas Salomón como vicepresidenta de la Comisión de la Verdad y Reconciliación de dicho país.
Estuvo casada con Hans Landolt, director de Amnistía Internacional en el Perú.